# Либијано (Римини)
Либијано је насеље у Италији у округу Римини, региону Емилија-Ромања.
Према процени из 2011. у насељу је живело 396 становника. Насеље се налази на надморској висини од 159 м.